# Талас (село, Байзацький район)
Тала́с (каз. Талас) — село у складі Байзацького району Жамбильської області Казахстану. Адміністративний центр Костюбинського сільського округу.
Населення — 3849 осіб (2021; 2921 у 2009, 2537 у 1999, 2290 у 1989).